# Atyria volumnia
Atyria volumnia là một loài bướm đêm trong họ Geometridae.